# Кір'яновщина
Кір'яновщина (рос. Кирьяновщина) — присілок у Лодєйнопольському районі Ленінградської області Російської Федерації.
Населення становить 11 осіб. Належить до муніципального утворення Доможировське сільське поселення.

## Історія
Згідно із законом від 20 вересня 2004 року № 63-оз належить до муніципального утворення Доможировське сільське поселення.

## Населення
| 2007 | 2010 | 2014 |
| ---- | ---- | ---- |
| 11   | ↘5   | ↗11  |